# Delko Marseille Provence/Saison 2019
Dieser Artikel listet Erfolge und Fahrer des Radsportteams Delko Marseille Provence in der Saison 2019 auf.

## Erfolge in der UCI Africa Tour
Bei den Rennen der UCI Africa Tour im Jahr 2019 gelangen dem Team nachstehende Erfolg.
| Datum       | Rennen                   | Kat. | Sieger                   |
| ----------- | ------------------------ | ---- | ------------------------ |
| 24. Februar | 1. Etappe Tour du Rwanda | 2.1  | Alessandro Fedeli        |
| 1. März     | 6. Etappe Tour du Rwanda | 2.1  | Przemyslaw Kasperkiewicz |

## Erfolge in der UCI Asia Tour
Bei den Rennen der UCI Asia Tour im Jahr 2019 gelangen dem Team nachstehende Erfolg.
| Datum       | Rennen                         | Kat. | Sieger               |
| ----------- | ------------------------------ | ---- | -------------------- |
| 15. Juli    | 2. Etappe Tour of Qinghai Lake | 2.HC | Brenton Jones        |
| 16. Juli    | 3. Etappe Tour of Qinghai Lake | 2.HC | Eduard Michael Grosu |
| 19. Juli    | 6. Etappe Tour of Qinghai Lake | 2.HC | Eduard Michael Grosu |
| 14. Oktober | 5. Etappe Tour of Taihu Lake   | 2.1  | Brenton Jones        |

## Erfolge in der UCI Europe Tour
Bei den Rennen der UCI Europe Tour im Jahr 2019 gelangen dem Team nachstehende Erfolge.
| Datum         | Rennen                       | Kat. | Sieger               |
| ------------- | ---------------------------- | ---- | -------------------- |
| 10. Juni      | Ronde van Limburg            | 1.1  | Eduard Michael Grosu |
| 19. September | 2. Etappe Slowakei-Rundfahrt | 2.1  | Eduard Michael Grosu |
| 2. Oktober    | 2. Etappe Kroatien-Rundfahrt | 2.1  | Eduard Michael Grosu |
| 6. Oktober    | 6. Etappe Kroatien-Rundfahrt | 2.1  | Alessandro Fedeli    |

## Erfolge in den Nationalen Straßen-Radsportmeisterschaften
Bei den Rennen der Nationalen Straßen-Radsportmeisterschaften 2019 konnte das Team nachstehende Titel erringen.
| Datum    | Rennen                                      | Fahrer               |
| -------- | ------------------------------------------- | -------------------- |
| 22. Juni | Ruandische Meisterschaft – Einzelzeitfahren | Joseph Areruya       |
| 30. Juni | Litauische Meisterschaft – Straßenrennen    | Ramūnas Navardauskas |

## Mannschaft
| Teamkader 2019                                   | Teamkader 2019    | Teamkader 2019         | Teamkader 2019                                           |
| Name                                             | Geburtsdatum      | Land                   | Vorheriges Team                                          |
| ------------------------------------------------ | ----------------- | ---------------------- | -------------------------------------------------------- |
| Joseph Areruya                                   | 1. Januar 1996    | Ruanda                 | Dimension Data for Qhubeka (2018)                        |
| Romain Combaud                                   | 1. April 1991     | Frankreich             | Armée de terre (2015)                                    |
| Lucas De Rossi                                   | 16. August 1995   | Frankreich             |                                                          |
| Julien El-Farès                                  | 1. Juni 1985      | Frankreich             | Sojasun (2013)                                           |
| Alessandro Fedeli                                | 2. März 1996      | Italien                | Trevigiani-Phonix-Hemus 1896 (2018)                      |
| Delio Fernández                                  | 17. Februar 1986  | Spanien                | W52-Quinta da Lixa (2015)                                |
| Iuri Filosi                                      | 17. Januar 1992   | Italien                | Nippo-Vini Fantini (2017)                                |
| Mauro Finetto                                    | 10. Mai 1985      | Italien                | Unieuro Wilier (2016)                                    |
| Eduard-Michael Grosu                             | 4. September 1992 | Rumänien               | Nippo-Vini Fantini-Europa Ovini (2018)                   |
| Alexis Guérin                                    | 6. Juni 1992      | Frankreich             | VC Rouen 76 (2017)                                       |
| Brenton Jones                                    | 12. Dezember 1991 | Australien             | JLT Condor (2017)                                        |
| Przemysław Kasperkiewicz                         | 1. März 1994      | Polen                  | An Post-ChainReaction (2017) missing qualifiers by rider |
| Jérémy Leveau                                    | 17. April 1992    | Frankreich             | Roubaix Lille Métropole (2017)                           |
| Javier Moreno                                    | 18. Juli 1984     | Spanien                | Bahrain-Merida (2017)                                    |
| Ramūnas Navardauskas                             | 30. Januar 1988   | Litauen                | Bahrain-Merida (2018)                                    |
| Rémy Rochas                                      | 18. Mai 1996      | Frankreich             | Bourg-en-Bresse Ain Cyclisme (2018)                      |
| Fabien Schmidt                                   | 23. März 1989     | Frankreich             | Sojasun (2013)                                           |
| Evaldas Šiškevičius                              | 30. Dezember 1988 | Litauen                | Sojasun (2013)                                           |
| Julien Trarieux                                  | 19. August 1992   | Frankreich             | AVC Aix-en-Provence (2017)                               |
| Simon Carr (1. Aug.–31. Dez., Stagiaire)         | 29. August 1998   | Vereinigtes Königreich | Occitane CF (2018)                                       |
| Alexandre Delettre (1. Aug.–31. Dez., Stagiaire) | 25. Oktober 1997  | Frankreich             |                                                          |
| Mickaël Guichard (1. Aug.–31. Dez., Stagiaire)   | 29. August 1993   | Frankreich             | Océane Top 16 (2017)                                     |
|                                                  |                   |                        |                                                          |
| Quelle: ProCyclingStats                          |                   |                        |                                                          |

Anmerkung: Przemysław Kasperkiewicz missing qualifiers by rider